# Heinz-Josef Kehr
Heinz-Josef Kehr, genannt Bübbes (* 18. Dezember 1950 in Brühl; † 19. November 2014), war ein deutscher Fußballspieler.

## Karriere
Kehr begann das Fußballspielen beim SC Brühl 06/45 und wechselte über die Stationen SpVg Frechen 20 und erneut SC Brühl zur Saison 1976/77 zum Zweitligisten Alemannia Aachen. Hier spielte der Mittelstürmer in seiner ersten Profisaison in 37 Spielen und erzielte 23 Treffer.
Zur folgenden Spielzeit 1977/78 wechselte Kehr zum 1. Liga-Absteiger und Ligakonkurrenten Tennis Borussia Berlin. Hier markierte er in 32 Spielen 18 Treffer. Nach Ende der Spielzeit wechselte er zurück zur Aachener Alemannia, wo er weitere vier Spielzeiten in der 2. Bundesliga spielte, bevor er zur Saison 1982/83 zu Rot-Weiss Essen wechselte. Am Ende dieser Saison beendete Kehr seine Profikarriere, in der er 187 Zweitligaspiele bestritten und 78 Treffer erzielt hatte.